# Järpen
Järpen è un piccolo centro della Svezia centro-settentrionale, capoluogo della municipalità di Åre, nella contea di Jämtland; che conta circa 1 500 abitanti.